# Aechmea gurkeniana
Aechmea gurkeniana är en gräsväxtart som beskrevs av Edmundo Pereira och Moutinho. Aechmea gurkeniana ingår i släktet Aechmea och familjen Bromeliaceae. Inga underarter finns listade i Catalogue of Life.